# Michelle Ross
Michelle Ross, nombre artístico de Earl Barrington Shaw (5 de agosto de 1954 - 27 de marzo de 2021), fue una drag queen canadiense de Jamaica que estuvo activa desde 1974 hasta su muerte en 2021. Fue considerada una de las íconos clave de la comunidad LGBTIQ en Toronto, especialmente para los miembros negros canadienses de la comunidad.
Actuó como drag por primera vez en el Club Manatee de Toronto en 1974, al ritmo de "Anyone Who Had a Heart" de Dionne Warwick. En Toronto, era una artista habitual en los bares del pueblo gay Church and Wellesley, y una artista frecuente en las fiestas Blockorama de Pride Toronto. También actuó internacionalmente, incluida una temporada de seis años como parte del elenco de una producción itinerante de La Cage aux Folles. Tuvo pequeños papeles actorales en la película de 1977 Outrageous!, y la película Seek de 2014, y apareció en los documentales Divas: Love Me Forever y Our Dance of Revolution.
A lo largo de su carrera, fue conocida por interpretar música de divas de la música disco y soul como Patti LaBelle, Gloria Gaynor y Gladys Knight, pero fue más famosa por sus interpretaciones de canciones de Diana Ross. A fecha de 2018 había actuado en escenarios más de 15.000 veces. El bailarín y coreógrafo Hollywood Jade comenzó coreografiando números para Ross.
Una vez expresó su filosofía drag sobre la diferencia entre hombres y mujeres como "Ambos lados son igualmente parte del glamour. Los veo como historias que están listas para un cambio de imagen". Su movimiento característico fue quitarse la peluca al final de su actuación, para llamar la atención sobre el drag como actuación.
En 2019, fue nombrada como uno de los 69 íconos LGBTQ canadienses clave en el proyecto multimedia Super Queeroes, ganador del Canadian Screen Award. Tras el anuncio de su muerte el 28 de marzo de 2021, una variedad de figuras influyentes emitieron declaraciones de homenaje, incluido el alcalde de Toronto, John Tory, el escritor Rinaldo Walcott y las drag queens Brooke Lynn Hytes y Priyanka, y organizaciones como Pride Toronto, la librería 519, Glad Day y el capítulo de Toronto de Black Lives Matter.
En la tercera temporada del programa de competencia drag Canada's Drag Race, la competidora Jada Shada Hudson rindió homenaje a Ross como pionera e inspiración, tanto en una discusión en el taller de mitad de temporada sobre iconos de la comunidad como en su discurso de pasarela al final de la temporada.

## Filmografía

### Cine
| año  | título                             | papel      | notas                  |
| ---- | ---------------------------------- | ---------- | ---------------------- |
| 1977 | Outrageous!                        | Performer  | Acreditada como Michel |
| 2002 | Divas: Love Me Forever             | Ella misma | Documental             |
| 2014 | Seek                               | Ella misma | [ 7 ]                  |
| 2019 | Our Dance of Revolution Ella misma | Documental | [ 9 ]                  |